# Harrow School
Harrow School (w skrócie: Harrow) – prywatna szkoła średnia dla chłopców, położona w Harrow, dzielnicy Londynu. W szkole Harrow nauki odbywały się od 1243, ale za oficjalną datę założenia szkoły przyjmuje się rok 1572. Harrow leży w granicach London Borough of Harrow.

## Dane
Harrow posiada ok. 800 uczniów, którzy żyją w 12 internatach.
Roczne czesne w Harrow wynosi ok. 33,3 tys. funtów.
W 2007 14.1% absolwentów dostało się na uniwersytety w Cambridge lub Oksfordzie.

## Absolwenci
Znani absolwenci Harrow:
- Benedict Cumberbatch
- lord Byron
- James Blunt
- Charles William Alcock
- John Amery
- Winston Churchill